# Capitolo IV
Capitolo IV è un album della band Carillon del Dolore, che per questa pubblicazione presero il nome di Petali del Cariglione, pubblicato dalla Contempo Records nel 1985. Il disco vedeva la produzione artistica di Valor Kand, cantante dei Christian Death.

## Tracce
Lato A
1. Genius
2. Crimine di passione
3. Capitolo IV
4. Altra donna
5. La fiamma

Lato B
1. Culto d'occidente
2. Ordine sacro
3. Sciami di mosche bianche
4. Anakronos
5. Della nascita della differenza
6. Altrove